# (5986) Xenophon
(5986) Xenophon ist ein Asteroid des Hauptgürtels, der am 2. Oktober 1969 von dem Schweizer Astronomen Paul Wild am Observatorium Zimmerwald (IAU-Code 026) rund zehn Kilometer südlich von Bern entdeckt wurde.
Der Asteroid wurde am 2. April 1999 nach dem antiken griechischen Politiker, Feldherr und Schriftsteller Xenophon (* zwischen 430 und 425 v. Chr. in Athen; † ca. 354 v. Chr. in Korinth) benannt, der sich in den Bereichen Geschichte, Ökonomie und Philosophie betätigte und ein Schüler des Sokrates war.